# Дјечји хор Врапчићи
Дјечји хор Врапчићи је основан 1982. године у Сарајеву, СФРЈ. Оснивачи Врапчића су били Валериј Вања Гајић и Суад Арнаутовић-Медо.
У периоду од 1982. до 2008. године хор је издао седам званичних албума са близу 60 пјесама. Осим званичних издања (аудио-касете, компакт-дискови) пјесме хора Врапчићи су се јавности презентовале у пјесмарицама, видео-касетама, мултимедијални ЦД, ДВД са спотовима и снимцима концерата, уџбеницима музичког образовања у Републици Српској као и на непознатом броју компилација те интернету. Врапчићи су одржали велики број концерата у Републици Српској, Босни и Херцеговини, Србији, Црној Гори и Грчкој. Поред осталог, Врапчићи су одржали и велики број хуманитарних концерата. Такође су учествовали и на неколико фестивала дјечје музике гдје су освојили и неколико награда. Осим оснивача хора Валерија Вање Гајића и Суада Арнаутовића, у раду са хором учествовао је већи број сарадника.

## Оснивање хора Врапчићи
На идеју о оснивању дјечјег хора Врапчићи дошли су 1982. године Валериј Вања Гајић и Суад Арнаутовић Медо, приликом сусрета на платоу Дома младих Скендерија у Сарајеву. Валериј Вања Гајић био је тада већ афирмисани композитор дјечје музике који је учествовао на фестивалима музике за дјецу, а Суад Арнаутовић Медо, такође композитор, и оснивач женског хора „Априлке“, који је дјеловао у истоименом друштву.
Након договора о оснивању хора убрзо је у „Вечерњим новинама“ објављен чланак о предстојећој аудицији за хор коме су дали име „Врапчићи“. Информацију о аудицији такође је објавила и РТВ Сарајево. На аудицију се пријавило више од стотину сарајевских малишана узраста од 4-12 година. Тако су „Врапчићи“ почели пјевати пјесме Валерија Гајића, „Ко ћу бити ја“, „Добио ми тата кеца“, „Мали пецко“, које су већ биле извођене на фестивалу „Мали шлагер“, као и пјесму Суада Арнаутовића “Ја сам врапчић“. У рад са хором се укључио и др. Бесим Спахић.
Врапчићи су поред осталих наступа учествовали на отварању и затварању зимске олимпијаде у Сарајеву на платоу испред „Народног позоришта“. Након тога, у мају 1984, „Врапчићи“ наступају на дјечјем фестивалу „Мајски цвијет „ у Тузли, гдје освајају прво мјесто са пјесмом „Мали бомбаш“ за коју је текст писао Шиме Ешић, а музику Валериј Вања Гајић, док је аранжман урадио Винко Крајтмајер. „Врапчићи“ су још два пута учествовали на дјечјем фестивалу „Мајски цвијет“, те освајали награде са пјесмама „Пионирски завјет Титу“ и „Мали пецко“.
Хор „Врапчићи“ 1986. године гостује на концерту „Трешњевачких малишана“ у дворани „Лисински“, а 1988. у емисији код Душка Трифуновића „Ћију, ћију“. Врапчићи су у емисији били домаћини великим звијездама као што су Здравко Чолић, Вајта, Индекси, Бијело Дугме, Неда Украден....
На РТВ Сарајево је у то вријеме снимљен први спот „Врапчића“ за пјесму „Мали пецко“. У то вријеме „Врапчићи“ наступају на фестивалу „Мали шлагер“ у Зетри са пјесмом „Марина“, аутора Валерија Гајића и аранжера Лалета Стефановића. Пјесма „Марина“ осваја прву награду „Малог шлагера“.
Прије почетка рата у Босни и Херцеговини „Врапчићи“ су одржали концерт у дворани „Зетра“.
- Почетак рата у Босни и Херцеговини је био узрок прекида рада и постојања хора „Врапчићи“ у Сарајеву.

## Врапчићи у Кошицама
Након што је, због ратних дешавања на простору Босне и Херцеговине, био принуђен да са породицом напусти Сарајево, оснивач хора Врапчићи, Валериј Вања Гајић се након привременог боравка у Грчкој и Новом Саду привремено настанио у граду Кошице у Словачкој.
Уз велику помоћ пријатеља Либора и Тање Марков, Валериј Гајић је успио успоставити контакт са др. Иваном Кимаком, директором Дома за дјецу и омладину у Кошицама, те обавити с њим разговор о идеји да се у Дому оснује дјечји хор. Наравно, хор је добио име „Врапчићи“.
Са Валеријем Гајићем су у раду сарађивали Габријел Гловатски, словачки пјесник, и Љуба Галебова, професорка музике. Недуго након оснивања „Врапчића“ у Кошицама хор је већ имао репертоар пјесама чији су аутори били Валериј Гајић и Габријел Гловатски па су у јуну 1993. године одржали и први промотивни концерт у великој сали „Дома за дјецу и омладину“. Концерт кошитских „Врапчића“ снимала је и „ТВ Кошице“, а уз „Врапчиће“ су наступили и балетна и манекенска секција. Хор „Врапчићи“ је након успјешног концерта наставио да ради и припрема материјал за први албум.
Нажалост, успјешан почетак рада „Врапчића“ из Кошица су прекинули догађаји који су слиједили.

## Долазак у Бањалуку
Након сазнања да је син Валерија Гајића, Петар Гајић, прекомандован у Бањалуку у јуну 1993. године, Гајић се упутио у Републику Српску да би га пронашао те је био приморан да прекине рад са хором „Врапчићи“ у Кошицама.
По доласку у Бањалуку, средином августа 1993. године, у ратној атмосфери, у граду препуном избјеглица, уз помоћ пријатеља Гајићевог оца, Владимира Поповића, успио је да пронађе привремени смјештај и запосли се у основној школи у Крупи на Врбасу и Бочцу.
Сина Петра пронашао је неколико дана по доласку у Бањалуку.
Недуго затим у Бањалуку стижу и остали чланови породице из Кошица, те у Бањалуци започињу нови живот.
У ратном окружењу, у граду у коме влада несташица струје, суморна јесен, уз свјетло свијећа и уљаних лампи, дјеца Валерија Гајића га наговарају да поново оснује хор „Врапчиће“.

## Оснивање „Бањалучких Врапчића“
Након што је одлучио да поново оснује дјечји хор, Валериј Гајић се дао у потрагу за новим сарадницима. Прво се обратио професору музике, Немањи Савићу, који је тада водио хор „Јединство“, али је Савић одбио понуду за сарадњом тврдећи да оснивање хора „Врапчићи“ није идеја која му изгледа реално и не вјерује да ће Гајић успјети да је оствари.
На аутобуској станици на којој се чекао аутобус којим је путовао на посао у школу „Војислав Илић“ у Крупи на Врбасу, Валериј Гајић је упознао Силву Бојић, наставницу музичког васпитања, која је радила у школи у Новоселији, те јој је понудио сарадњу и испричао о идеју о оснивању хора.
Силва Бојић је пристала те се Гајић да у потрагу за простором гдје би хор могао да почне са радом. Пут га је одвео у „Соколски дом“ у Бањалуци гдје му је Ненад Стевандић, директор, изашао у сусрет и дозволио да користи хол „Соколског дома“, у коме се налазио и клавир за пробе хора.
Уз помоћ новинарке Гордане Станаревић, новинарке листа Глас Српске, Гајић објављује новински чланак у коме се налазио и позив на аудицију новог хора. У сусрет Гајићу излази и Никола Деретић са телевизије Републике Српске те се и на овој телевизији појавио оглас за аудицију хора „Врапчићи“ у Соколском дому.
У сриједу 1. децембра 1993. године, у 15 часова је одржана аудиција за пријем чланова хора „Врапчићи“ у Бањалуци. На аудицију се пријавио велики број дјеце .

## Врапчићи и Крајишко дјечје позориште
Убрзо након одржавања аудиције и пријема великог броја дјеце у хор Врапчићи, Валериј Гајић и Силва Бојић су се суочили са првим проблемима у раду са хором. Услови за рад у просторијама „Соколског дома“ су били тешки па су се дали у потрагу за новим, бољим рјешењем.
Оснивач хора, Валериј Гајић, се обратио Предрагу Бјелошевићу, директору Крајишког дјечјег позоришта, и понудио сарадњу између хора и дјечјег позоришта. Бјелошевић је радо прихватио понуду, те су „Врапчићи“ наставили рад у просторијама овог позоришта.
У току рада са хором „Врапчићи“, у Крајишком дјечјем позоришту, Валериј Гајић је написао за хор пјесме „Српски борац“,“ Овде је наше све“,“Писмо“и „Јелена“. У рад са хором се укључио и нови сарадник Здравко Ћосић, наставник музике.
„Врапчићи“ су у сали „Крајишког дјечјег позоришта“ одржали концерт пред великим бројем гледалаца. Такође су „Врапчићи“ поред осталих наступили и на „Светосавској академији“ 1994. године уз СДП Јединство, те глумце Крајишког народног позоришта, Раденку Шеву, Небојшу Зубовића, Добрицу Агатоновића и Бошка Ђурђевића.
За вријеме једног вишедневног одсуства Валерија Гајића, Предраг Бјелошевић, директор Крајишког дјечјег позоришта, без консултација са оснивачем хора, мијења име хора „Врапчићи“ у Хор Крајишког дјечјег позоришта.
То је био узрок прекида сарадње Валерија Гајића са Бјелошевићем и Крајишким дјечјим позориштем.
Концерт Врапчића у Крајишком дјечјем позоришту 1994. године

## Поново на почетку
Након прекида сарадње са Предрагом Бјелошевићем и Крајишким дјечјим позориштем, Валериј Гајић није одустајао од намјере да и даље ради са хором и компонује пјесме за дјецу. С обзиром на то да је хор остао без просторије за рад, дао се у потрагу за новим, те је избор пао на просторије Банског двора у Бањалуци. Том приликом се обратио Видосави Грандић, директору Банског двора, која му је изашла у сусрет те дозволила да рад са „Врапчићима“ настави у новом простору. Поново су Гајићу помогли новинарка Гордана Станаревић и Никола Деретић те су објавили нови оглас за аудицију у Гласу Српске и на Телевизији Републике Српске. На аудицију се пријавило око 200 малишана.
Тада се у рад са хором укључила и Биљана Мавија, наставница музичког образовања. Једно вријеме је на пробама хора помагао и Брацо Скопљак, професор клавира, који се 1994. године иселио у Америку. Рад „Врапчића“ је почела да прати и „СИМИЋ“ телевизија из Бањалуке, која је добила ексклузивно право да снима концерте хора.
У просторијама Банског двора гдје су „Врапчићи“ одржавали пробе, Валериј Гајић је упознао крајем 1994. године професора музике Бранислава Ђаковића, који је, заједно са Александром Остојић водио хор Бањалучанке. 
Ђаковић је помагао Врапчићима на пробама и концертима као свирач клавира.
У међувремену су већина дјеце из хора Крајишког дјечјег позоришта прешла у хор „Врапчиће“.

## Неугодна изненађења
У исто вријеме када је хор Крајишког дјечјег позоришта престао са радом, и „Врапчићима“ је ускраћено право да користе просторије Банског двора за пробе. Након тога „Врапчићи“ су једно вријеме одржавали пробе у школи "Алекса Шантић", а послије и у школи "Бранко Ћопић", али то су била привремена рјешења.
Почетком 1995. године у Бањалуци се оснива "Српско друштво Коријен", чији је предсједник био Момчило Булајић, на чији су позив под окриље новог удружења приступили осим Врапчића и хор Бањалучанке, рок група Витешки плес, плесни клуб Алегро, те хор Јединство и глумци Народног позоришта.
Након приступања Српском друштву Коријен, Врапчићима је враћено право да одржавају пробе у просторијама Банског двора.
Врапчићи вриједно раде те су присутни на свим значајним манифестацијама у граду Бањалуци и њихов рад прате локалне телевизије.
Крајем 1995. године поново долази до покушаја да се хору Врапчићи, без сагласности оснивача, промијени име, овај пут од стране Момчила Булајића. Валериј Гајић ни овај пут није попустио под притисцима да промијени име хора те је, заједно са Врапчићима, хором Бањалучанке и осталим секцијама напустио "Српско Друштво Коријен".
Као резултат, хор Врапчићи је поново изгубио право да користи просторије Банског двора за пробе.

## Културно просвјетно удружење Корона
Након потраге за новим простором за рад хора Валериј Гајић је направио договор са начелником Дома војске у Бањалуци те су Врапчићи почели одржавати у проби у великој сали Дома војске која се показала као одлична замјена за салу Банског двора.
Негдје 1996. године долази до оснивања удружења грађана КПУ Корона чији су оснивачи били Бранислав Ђаковић и Валериј Бабајић, а у чији састав су ушли, осим хора Врапчићи, рок група Витешки плес, хор Бањалучанке, плесни клубови Алегро и Ројал. Основан је „Савјет родитеља“ који је заједно са руководиоцима удружења доносио одлуке везане за рад удружења и хора Врапчићи, а за предсједника „Савјета родитеља“ изабран је Владимир Десанчић, а за благајника Марија Грубор .

## Прва пјесмарица „Најљепше пјесме Врапчића"
Средином 1997. године Валериј Гајић почиње радити на издавању прве пјесмарице својих пјесама које изводи хор Врапчићи. Посао на исписивању нота за пјесме је урадио Мирослав Вукелић чији је син Филип био члан Врапчића.
Бранислав Ђаковић је понудио да пронађе штампарију која је штампала пјесмарицу.
Аутор музике и текста био је Валериј Гајић. Зоран Егић из Р. П. Завода Бањалука је био задужен за идејно графичко рјешење омота и страница пјесмарице. Рецензенти су били Ратко Радујковић, протојереј СПЦ Света Тројица, Бањалука, Мр. Душко Вејновић и Илијана Видаковић, проф. Р. П. Завод, Бањалука. Главни и одговорни уредник је био Крнета Драгољуб. Издавач пјесмарице је била КПУ Корона, а коректор Александра Перечла. За издавача Бранислав Ђаковић.
- Водитељ промоције, Марина Гајић
- Валериј Вања Гајић и Врапчићи на промоцији пјесмарице
- Солисти хора Врапчићи
- Хор Бањалучанке и Врапчићи на промоцији пјесмарице

## Први албум „Најљепше пјесме Врапчића 1"
Крајем 1997. године Врапчићи су почели са снимањем пјесама за свој први албум „Најљепше пјесме Врапчића 1."
Прве пјесме, које су Врапчићи снимили у студију „Зибор“ у Челинцу, су биле „Бањалучки Врапчићи“, „Пети Б“ и „Кад би деци“.
Аутори аранжмана и продуценти су били Борис Џомбић и Зоран Шугић.
Осталих пет пјесама са првог албума хора Врапчићи су снимљене у музичком студију БЕЛ телевизије у Бањалуци у марту 1998. године.
То су пјесме „Успаванка“, „Тике, тике, тачке“, Прва Љубав“, „Добио ми тата кеца“ и „Жабац и рода“.
Аутор аранжмана и продуцент ових пет пјесама је био Горан Ђенић, који је и свирао све инструменте на снимцима.
Издавач првог албума Врапчића је била КПУ Корона, а дизајн и штампу омота је урадио АРТ-принт, Бањалука“.
Недуго након издавања првог албума „Најљепше пјесме 1" Врапчићи су одржали први промотивни концерт у Дворани Борик у Бањалуци. То је био први у низу успјешних наступа хора Врапчићи у Дворани Борик. Заправо је тешко набројати колико су пута Врапчићи напунили ову дворану. Као гости на првом концерту Врапчића су наступили хор Бањалучанке и плесни клубови Ројал и Алегро.
- Концерт Врапчића у препуној дворани Борик у Бањалуци
- Валериј Гајић на Прес-конференцији поводом промоције једног албума Врапчића
- Врапчићи гости на концерту Гертруде Мунитић у Бањалуци
- Врапчићи и градоначелник Бањалуке, Драгољуб Давидовић

## Пјесме Врапчића у школским уџбеницима
Одлуком "Републичког педагошког завода" у Бањалуци број:6-01-2558/98, од 03.09.1998. године, касета и пјесмарица „Најљепше пјесме Врапчића“ су уврштене у наставу музичке културе у нижим разредима основне школе и предшколским установама у Републици Српској. Осим тога, Министарство просвјете Републике Српске је у „Мишљењу“ број:6-07-774/2000, од 04.04.2000. године, ослободило књигу, ЦД и касету „Најљепше пјесме Врапчића“, плаћања пореза на промет, јер се ради о уџбеницима за основно образовање.
У уџбеницима музичког образовања за 4. и 5. разред основног образовања, на страницама 67 и 68, штампане су се пјесме Врапчића, „Кад би деци“ и „Ко ћу бити ја“, а у уџбенику 6. и 7. разреда музичког образовања, на страници 79. штампана је пјесма „Добио ми тата кеца“.

## Фестивали
Врапчићи су учествовали више пута на неколико различитих фестивала. Осим већ споменутих наступа на фестивалима Мајски цвијет у Тузли и Малом шлагеру у Сарајеву, учествовали су неколико пута и на Ђурђевданском фестивалу, средином деведесетих година, са пјесмама „Пети Б“, „Писмо“ и „Српски борац“ те освојили и неке награде. Након тога су три пута наступили и на дјечјем фестивалу Мајска песма 1997, 1998. и 1999. године.
У првом натупу су Врапчиће представљале Бојана Плавшић, Марина Шакић, Марија Дулић и Тина Костић, освојивши прву награду за интерпретацију са пјесмом „Бањалучки врапчићи“. Следеће године хор је наступио са пјесмом „Прва љубав“ освојивши прву награду жирија и публике за најбољу композицију. У трећем наступу, 1999. године, Врапчићи су пјевали двије композиције „Нека љубав побиједи“ и „Најљепша пјесма на свијету“. Са другом пјесмом, аутора Мирослава Јањанина, су освојили прво мјесто за најбољу композицију, а Горан Ђенић је добио прву награду за аранжман исте композиције.
- Осим кроз наступе Врапчића на фестивалима дјечје музике, Валериј Гајић је као аутор учествовао и на фестивалу дјечје музике Златна нота у Мостару са пјесмама „Земљотрес“ и „Главобоља“ где је освојио прву награду публике и треће мјесто жирија.

- Снимање спота „Прва Љубав
- Врапчићи на БЕЛ телевизији
- Врапчићи испред кина Палас у Бањалуци
- Врапчићи на промоцији албума

### Званични студијски албуми
1. Најљепше пјесме 1. - 1998.
2. Најљепше пјесме 2. - 1998.
3. Најљепше пјесме 3. - 1999.
4. Најљепше пјесме 4. - 2001.
5. Клинци воле рок - 2003.
6. Испод дуге царује другарство - 2004.
7. Марина - 2006.